# 洛迪鎮區 (密歇根州)
洛迪鎮區（英語：Lodi Township）是位於美國密歇根州沃什特瑙縣的一個行政鎮區。

## 地方資料
洛迪鎮區的面積為89.23平方千米，當中陸地面積為88.76平方千米，而水域面積為0.47平方千米。根據2020年美國人口普查的數據，當地共有人口6417人，而人口密度為每平方千米71.92人。